# Phantasmarana tamuia
Phantasmarana tamuia é uma das espécies popularmente conhecidas como rã-gigante-de-corredeira. É um anfíbio pertencente à família dos hilodídeos (Hylodidae). É endêmica do estado de São Paulo e conhecida apenas em duas localidades: no Parque Estadual da Serra do Mar (Núcleo Cunha) no município de Cunha, e no Núcleo Santa Virgínia no município de São Luiz da Paraitinga.

## Etimologia
O epíteto específico “tamuia” é derivado da palavra indígena tupi “amuia”, que significa “antigo", "avô”. Na língua tupi brasileira, a palavra “tamuia” homenageia as diversas etnias indígenas distintas que se aliaram para lutar contra as invasões portuguesas durante o século XVI em seus territórios na Mata Atlântica do sudeste do Brasil. Os tamoios são um povo que originalmente habitava uma grande área, incluindo os locais onde a espécie foi descoberta, que são hoje considerados sinônimo de força e resistência. 

## Descrição
A série-tipo consiste em quatro espécimes, com uma fêmea (holótipo) medindo 101,9 mm, um macho medindo 99,9 mm e dois juvenis variando entre 55,4–68,6mm de comprimento rostro-cloacal. Os adultos possuem corpos robustos e os girinos possuem um corpo elíptico, sendo maiores na região anterior e com maior comprimento corporal do que altura. Apresentam a pele dorsal levemente granulosa e uma coloração cinza no ventre com manchas amarelas bem definidas.

## Habitat
Adultos e jovens da espécie são sempre encontrados associados a riachos de médio porte e correntezas de fluxo rápido, restritos a uma faixa de elevação (entre 750-820m de altitude) de florestas tropicais de altitude da Mata Atlântica.

## Comportamento
De forma geral, são animais diurnos. Não há nenhuma gravação de canto de anúncio para a espécie, assim como para todas as outras do mesmo gênero, e não há dados sobre a reprodução dessa espécie. São animais que produzem alta quantidade de secreção, o que dificulta sua captura. Os adultos são reservados, fugindo para as correntezas quando ameaçados e voltando minutos depois para o mesmo local, indicando que é uma espécie territorialista.
Os girinos foram registrados alimentando-se entre rochas nos riachos de da localidade-tipo. São relativamente grandes, bentônicos e ativos durante a noite. São fotossensíveis, escondendo-se instantaneamente entre quando perturbados pela luz.